# Županovice (okres Příbram)
Županovice (německy Schupanowitz) jsou obec v okrese Příbram ve Středočeském kraji, asi 12 km jihovýchodně od Dobříše. Žije zde 73 obyvatel.

## Historie
První písemná zmínka o obci pochází z 12. února 1235. Jedná se o datování darovací listiny, kterou královna Konstancie Uherská, manželka českého krále Přemysla Otakara I., věnovala obec Županovice své nejmladší dceři Anežce. Anežka, abatyše kláštera klarisek v Praze, po třech letech věnovala obec Županovice rytířskému řádu křižovníků s červenou hvězdou, který sama založila jako špitální bratrstvo již v roce 1233. Křižovníci v obci postavili špitál a byli županovickou vrchností až do zrušení poddanství v roce 1848.

### Plavební komora
První plavební komora v Čechách byla postavena v roce 1729 u Županovic. Projektantem a stavitelem byl Jan Ferdinand Schor. Komora byla postavena z kamene, délka byla 26,6 m, šířka 4,7 m a hloubka 1 m. Sloužila k plavení lodí o nosnosti 60 až 80 tun. V roce 1878 byly objeveny její zbytky a opraveny k zachování paměti na pozoruhodné vodní dílo. Tyto pozůstatky byly v roce 1954 zatopeny a nacházejí se na dně Slapské přehrady.

## Obecní správa

### Části obce
- Županovice (k. ú. Županovice)

K obci patří také Dějkovna a Zadní Háje.
Sousedními obcemi sídla jsou Borotice, Nečín, Křepenice, Dublovice, Drevníky a Hřiměždice.

### Územněsprávní začlenění
Dějiny územněsprávního začleňování zahrnují období od roku 1850 do současnosti. V chronologickém přehledu je uvedena územně administrativní příslušnost obce v roce, kdy ke změně došlo:
- 1850 země česká, kraj Praha, politický okres Příbram, soudní okres Dobříš[8]
- 1855 země česká, kraj Praha, soudní okres Dobříš
- 1868 země česká, politický okres Příbram, soudní okres Dobříš
- 1939 země česká, Oberlandrat Tábor, politický okres Příbram, soudní okres Dobříš[9]
- 1942 země česká, Oberlandrat Praha, politický okres Příbram, soudní okres Dobříš[10]
- 1945 země česká, správní okres Příbram, soudní okres Dobříš[11]
- 1949 Pražský kraj, okres Dobříš[12]
- 1960 Středočeský kraj, okres Příbram
- 2003 Středočeský kraj, okres Příbram, obec s rozšířenou působností Dobříš

## Pamětihodnosti
- Kaple se zvoničkou.
- Po pravé straně kaple se nalézá zdobný kříž na kamenném podstavci.
- Po levé straně kaple se nachází kamenný pomník padlým v první světové válce.

## Doprava

### Dopravní síť
Do obce dále vedou silnice III. třídy. Železniční trať ani stanice či zastávka na území obce nejsou.

### Autobusová doprava 2024
Autobusovou dopravu v obci Županovice zajišťuje společnost Arriva Střední Čechy. Obec je součástí Pražské integrované dopravy (PID). V obci se nachází zastávka Županovice. Obcí prochází autobusová linka 515 a obec je také výchozí nebo konečnou pro linku 514. Linka 514 propojuje Dobříš a obce Rybníky, Drhovy, Borotice, Drevníky a Županovice. Linka 515 spojuje Příbram s obcemi Dubno, Drásov, Višňová, Ouběnice, Daleké Dušníky, Nečín, Hřiměždice, Drevníky, Županovice a Borotice.

## Turistika a sport
- Obcí vede turistická trasa  Cholín – Županovice – Hříměždice.
- Největší akcí, která se koná v Županovicích, je každoroční závod v triatlonu Malý županovický železný muž. První ročník se konal v roce 1989.

## Galerie

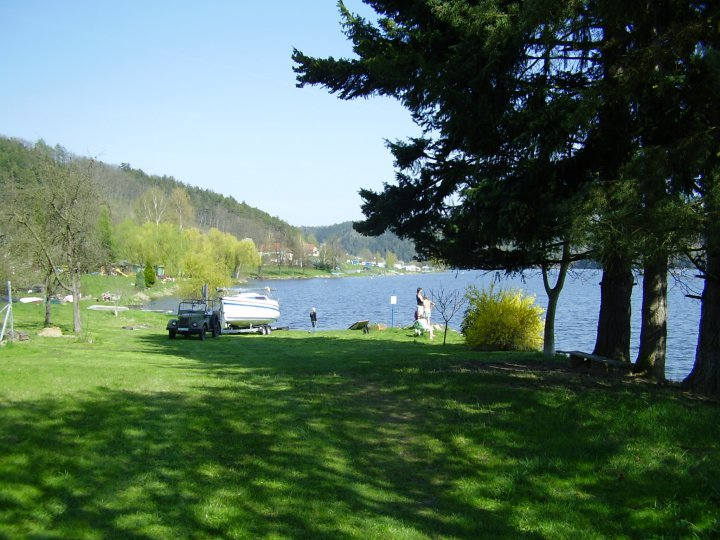
Rekreační oblast u Vltavy
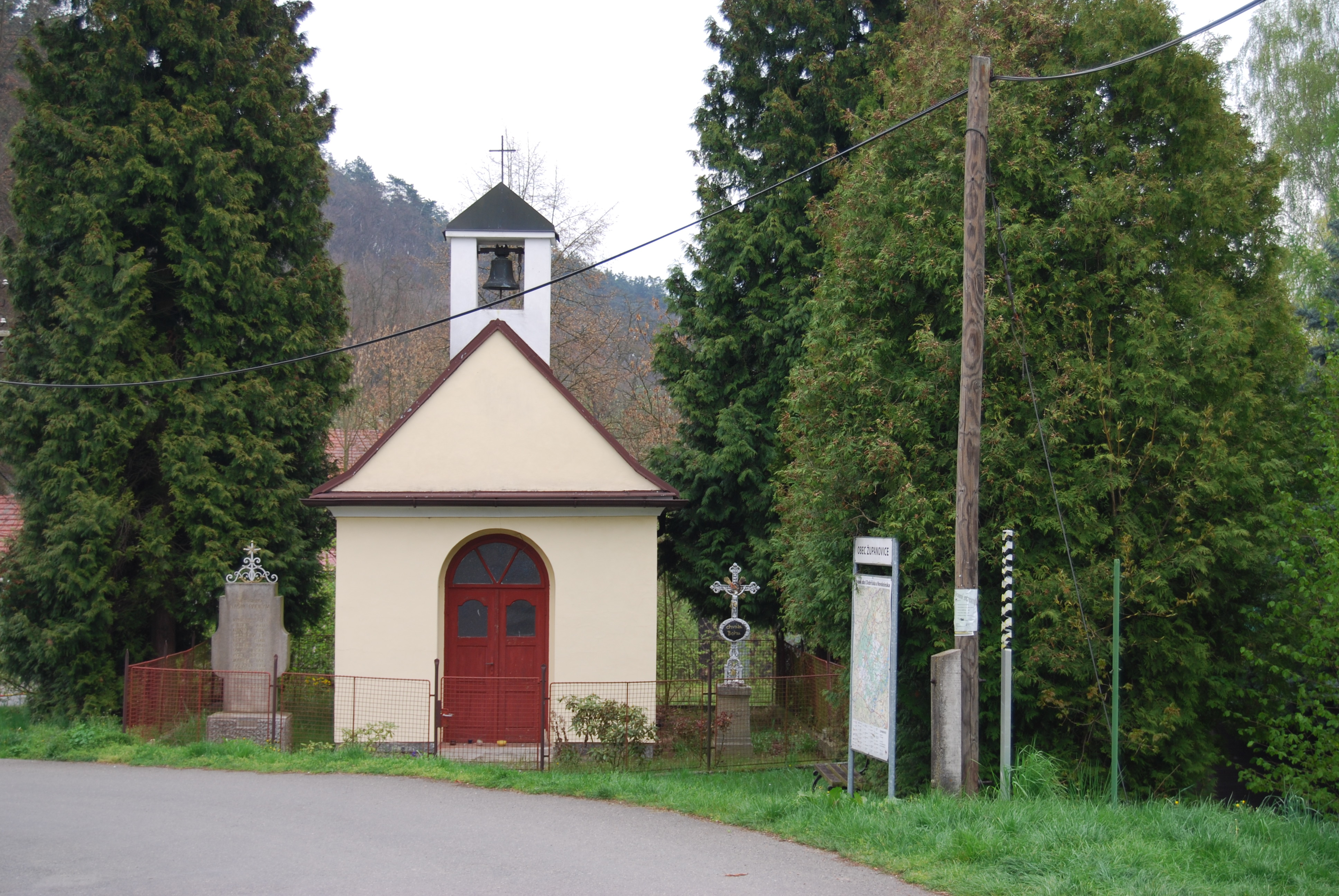
Místní kaple
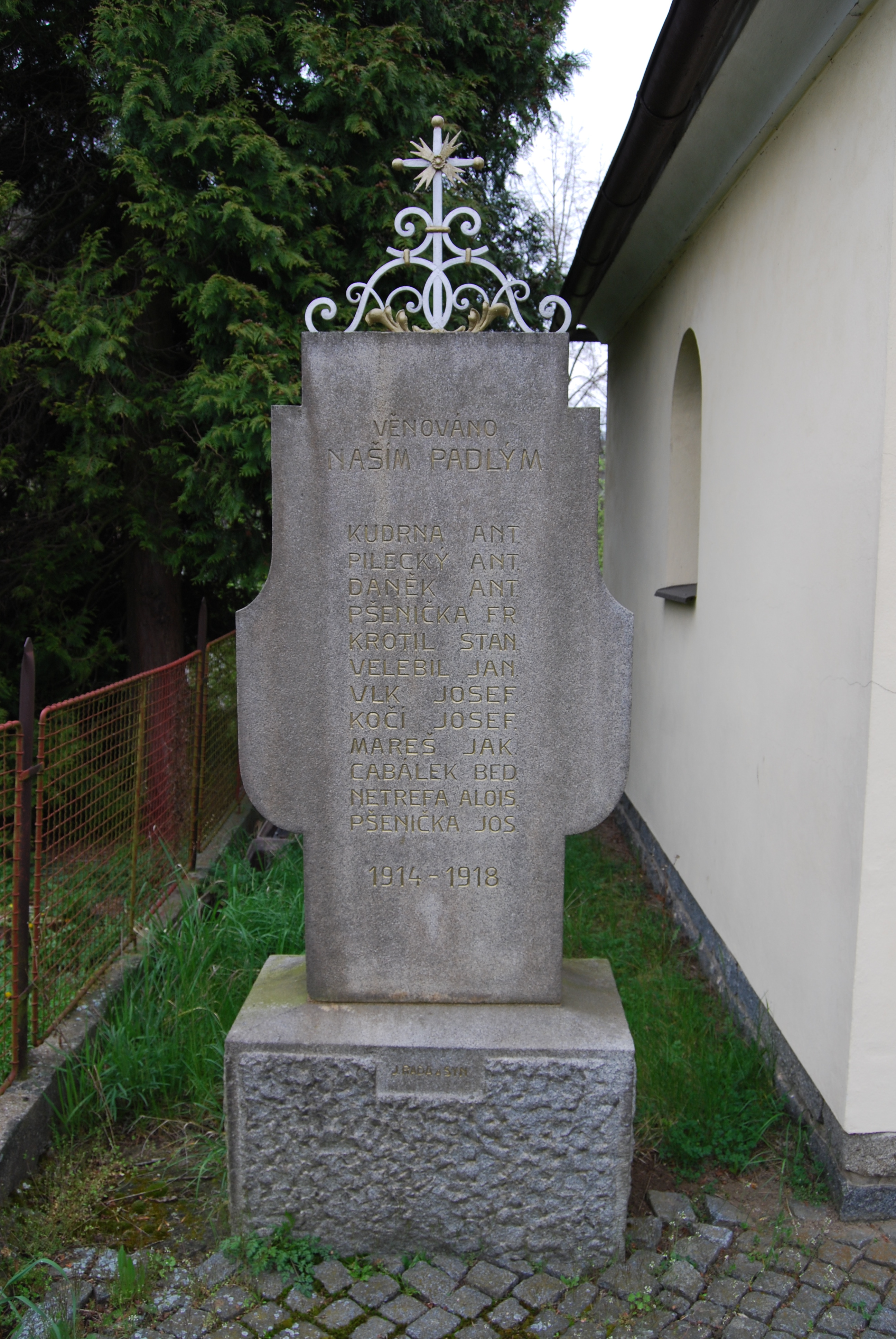
Pomník padlým v I. světové válce
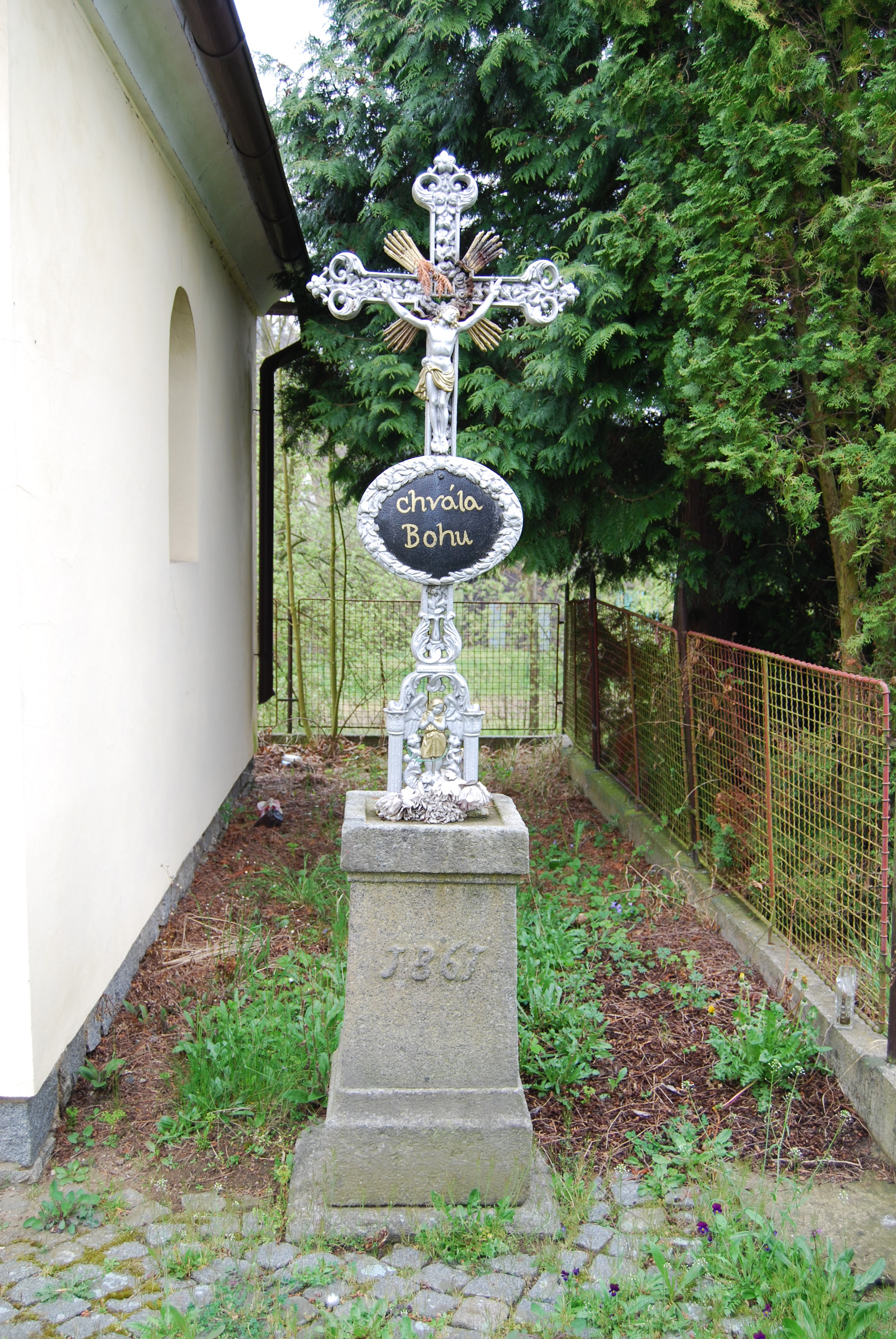
Kříž vedle kaple